# Kópavogsbær
Kópavogsbær – gmina w południowo-zachodniej Islandii, w obszarze miejskim Wielkiego Reykjavíku, położona nad zatoką Skerjafjörður, ciągnąca się na południowy wschód aż do jeziora Elliðavatn. Od północy graniczy z Reykjavíkiem, a od południa z Garðabær. W skład gminy wchodzą również, oddzielone od części miejskiej, niezamieszkane pola lawowe położone nieco bardziej na wschód. Gminę zamieszkuje blisko 36 tys. osób, z tego nieomal wszyscy w miejscowości Kópavogur. Stanowi drugą pod względem liczby ludności gminę kraju.

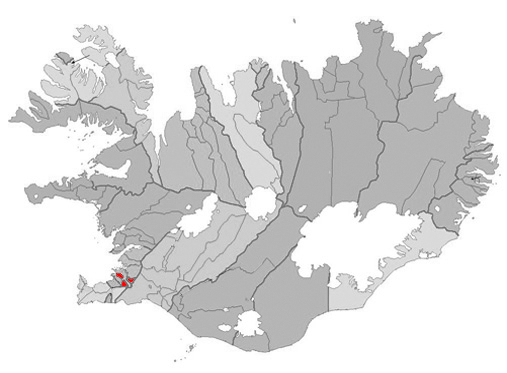
Położenie gminy Kópavogsbær na mapie administracyjnej kraju

Gmina nosiła wcześniej nazwę Kópavogshreppur.